# Thiel (Mondkrater)
Der Mondkrater Thiel wurde 1970 von der IAU nach dem Peenemünder Raketenbauer Walter Thiel benannt. Walter Thiel hat das Triebwerk der A4 mit seinem Team entwickelt. Er war Vertreter Wernher von Brauns und Direktor des Entwicklungswerkes.
| Buchstabe | Position            | Durchmesser | Link |
| --------- | ------------------- | ----------- | ---- |
| T         | 40,12° N, 136,89° W | 28 km       |      |